# De Argonautjes
De Argonautjes is een stripserie bedacht door schrijver Lo Hartog van Banda en tekenaar Dick Matena. De strip is een parodie op het verhaal van Jason en de Argonauten uit de Griekse mythologie en speelt zich dan ook af in het oude Griekenland. Het idee voor de strip is mogelijk ontstaan door het succes van de reeks Asterix.
De strip verscheen van 1968 tot 1974 in het tijdschrift Pep. De meeste verhalen zijn later ook in album verschenen.

## Personages
De stripreeks draait om de nakomelingen van de originele Argonauten:
JasonDe zoon van de originele Jason. Hij doet zich graag voor als een dapper en onverschrokken leider, maar is in werkelijkheid een lafaard. Alle vrouwen vallen voor hem.
HerculesDe zoon van de mythologische Hercules. Hij is nog sterker dan zijn vader, maar tevens een grote pacifist die gevechten zo veel mogelijk uit de weg gaat. Alleen als iemand zijn kat Odipoes beledigt verliest hij al zijn zelfbeheersing en is hij in staat grof geweld te gebruiken.
Castor en PolluxEen tweeling. Ze zijn klein van stuk, maar kampioenen in respectievelijk boksen en worstelen, waardoor ze menig tegenstander toch makkelijk de baas kunnen.
AtalantaDe enige vrouw van de Argonautjes. Ze vecht bij voorkeur met pijl-en-boog, maar is een dermate slechte schutter dat ze nooit haar doel raakt. Verder is ze zeer feministisch en wil ze zichzelf altijd bewijzen.
HermesEen zeer handige dief, die elke kans aangrijpt om iets kostbaars te bemachtigen.
IdasEen van de meest competente leden van de Argonautjes. Hij is onder andere een meester in speerwerpen.

## Titels
De eigenlijke reeks omvat een inleiding en twaalf verhalen, met in totaal 312 pagina's. Verhaal 13 is nooit gepubliceerd en verhaal 14 is een latere gelegenheidsstrip.
- 0 [De gouden Argo]. 12 pag. - Inleidend verhaal in de boekuitgave van verhaal 4 (nooit in Pep verschenen). Hoewel dit verhaal niet als eerste is verschenen, is het wel als inleiding/voorgeschiedenis bedoeld;
- 1 De Argonautjes (De onderwereld). 44 pag. - Pep 6803-6823;
- 2 De Olympische vlam. 20 pag. - Pep 6831-6835;
- 3 Het labyrint. 32 pag. - Pep 6925-6940;
- 4 Het orakel van Delphi. 32 pag. - Pep 6941-6952;
- 5 De held van Sparta. 20 pag. - Pep 7001-7010;
- 6 De bruid van Icarus. 32 pag. - Pep 7017-7032;
- 7 De kwelling van Tantalus. 12 pag. - Pep 7123-7125;
- 8 De zware jongens. 4 pag. - Pep 7132;
- 9 De doos van Pandora. 12 pag. - Pep 7204-7206;
- 10 Buitenspel. 4 pag. - Pep 7234;
- 11 Het zwaard van Damocles. 44 pag. - Pep 7312-7336;
- 12 Het water van de Styx. 44 pag. - Pep 7403-7421. Getekend door Jan van Haasteren naar een scenario van Patty Klein.
- 13 [Bij koning Amulius]. 5 pag. Onvoltooid en nooit gepubliceerd. Getekend door Gideon Brugman.
- 14 De oppepper. 2 pag. In 2013 geschreven door Robin Schouten en getekend door Daniel van den Broek in de Pep-special van Eppo.

## Boekuitgaven
Eerste reeks (Pep Stripotheek), in kleur:
- Het orakel van Delphi (1970). Verhaal 0 en 4.

Tweede reeks (Oberon Zwartwit-Reeks), in zwart-wit:
- 8 Het eerste avontuur van De Argonautjes (1976). Verhaal 1.
- 19 De Olympische vlam + Het labyrinth (1978). Verhaal 2 en 3.
- 23 Het zwaard van Damocles (1978). Verhaal 11.
- 26 De strijd om de Ronde Tafel + De kwelling van Tantalus (1978). Verhaal 7 (het andere verhaal is niet van de Argonautjes).
- 37 De held van Sparta + De bruid van Icarus + De zware jongens + De doos van Pandora + Buitenspel. Verhaal 5, 6, 8, 9, 10.

Het eerste verhaal is ook in het Frans in een album verschenen, onder de titel Larguent les Amarres (1980). Verhaal 13 en 14 zijn nooit in albumvorm verschenen.
Dick Matena-Collectie:
In 2014 is uitgeverij Rijperman begonnen met een integrale uitgave van de verhalen van de Argonautjes van Dick Matena. Inmiddels (oktober 2015) zijn vier delen verschenen.
- 1 De onderwereld (2014). Verhaal 1.[1]
- 3 Het orakel van Delphi (2014). Verhaal 4.[2]
- 5 De bruid van Icarus (2015). Verhaal 6, 9 en 10.[3]
- 6 Het zwaard van Damocles (2015). Verhaal 11.[4]

Jan van Haasteren-Collectie:
- 1 De argonautjes en het water van de Styx (2017). Verhaal 12.[5]